# Трещинное Толбачинское извержение им. 50-летия ИВИС ДВО РАН
Трещинное Толбачинское извержение им. 50-летия Института вулканологии и сейсмологии ДВО РАН (Юбилейное трещинное Толбачинское извержение, ТТИ-50) (ранее называвшееся Новое трещинное Толбачинское извержение) — трещинное извержение гавайского типа на Толбачинском долу на полуострове Камчатка, начавшееся 27 ноября 2012 года. Это извержение протекало вблизи южных склонов вулкана Плоский Толбачик, и сопровождалось мощным фонтанированием лавы, интенсивным излиянием лавовых потоков и умеренными пепловыми выбросами. Сам факт присвоения этому извержению имени собственного свидетельствует о признании его исследователями выдающимся. Прежде за всю историю научных наблюдений за вулканами Камчатки только один раз извержению вулкана присваивалось собственное название — Большому трещинному Толбачинскому извержению.

## Предыстория извержения

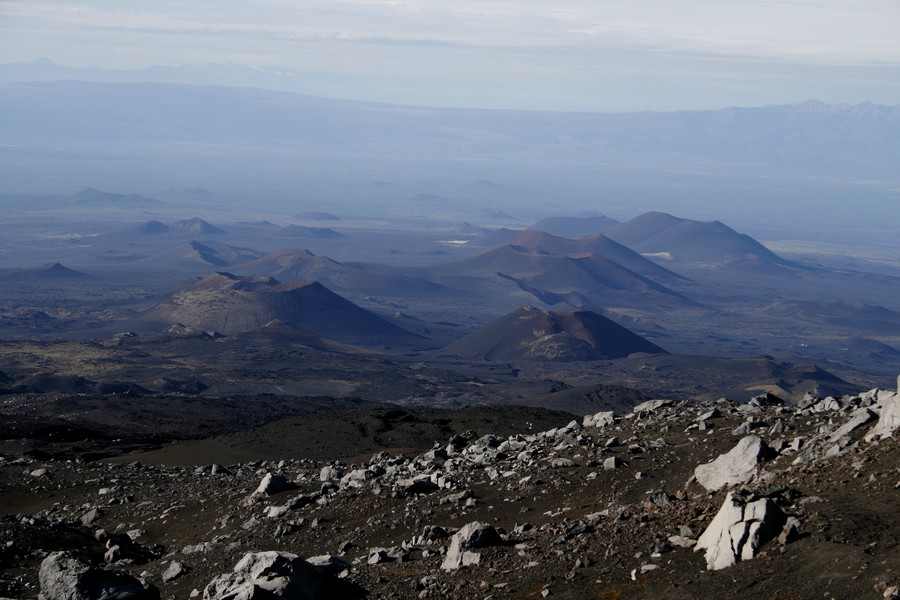
Толбачинский Дол в 2011 году

Толбачинский Дол (в научной литературе упоминается и как «Южная региональная зона шлаковых конусов вулкана Плоский Толбачик») — это обширная (875 км2) лавово-пирокластическая равнина, примыкающая к южным склонам вулканов Острый и Плоский Толбачики. Плато сложено базальтовыми лавами и отложениями тефры извержений разных лет. Центральная часть Дола представляет собой рифтогенную грабенообразную структуру, опущенную по сбросам на 0,5-1,5 км. Над ней в узкой (3-4 км) полосе сосредоточено до 80 % всех эруптивных центров в виде многочисленных трещин и цепочек шлаковых конусов, образующих отчетливо выраженную в рельефе вулканическую гряду. Его пологие склоны представляют собой обширные лавовые поля, перекрытые в центральной части Толбачинского Дола толстым слоем пепла и шлаков извержения 1975—1976 гг., засыпавшего все неровности рельефа.
Толбачинский Дол является одним из самых активных районов голоценового вулканизма в России: крупные извержения здесь происходят здесь раз в несколько столетий. Последнее из них — Большое трещинное Толбачинское извержение — произошло в 1975—1976 годах, и вошло в пятёрку самых крупных трещинных извержений, произошедших в историческое время. Извержение прошло в два этапа: так называемые Северный и Южный прорывы. Первый этап (Северный прорыв) сопровождался образованием трёх крупных шлаковых конусов и мощного лавового потока. Во время Южного прорыва сформировались новый шлаковый конус, лавовые поля и обширная шлаково-пепловая равнина в центральной части дола. После завершения Большого трещинного Толбачинского извержения 10 декабря 1976 года активность на Толбачинском Долу долгое время не проявлялась.
Летом 2012 года характер пространственного распределения эпицентров землетрясений в районе вулканического массива Толбачик заметно изменился — они сконцетрировались в 2 зонах, одна из которых охватывает вулканическую постройку вулкана Плоский Толбачик, а вторая приурочена к северной части Толбачинского Дола, в которой вскоре произойдёт извержение. Сейсмический режим стал аномальным по ряду показателей — произошла активизация сейсмичности.
По сейсмологическим данным, полученным Камчатским филиалом ГС РАН текущее извержение предварялось роем неглубоких землетрясений, регистрировавшихся в течение полутора суток региональной сейсмологической сетью под постройкой вулкана Плоский Толбачик. 27 ноября в 17:15 по местному времени был зарегистрирован ряд поверхностных событий, который был интерпретирован сотрудниками лаборатории сейсмической и вулканической активности КФ ГС РАН как начало нового трещинного извержения.

## Хронология извержения

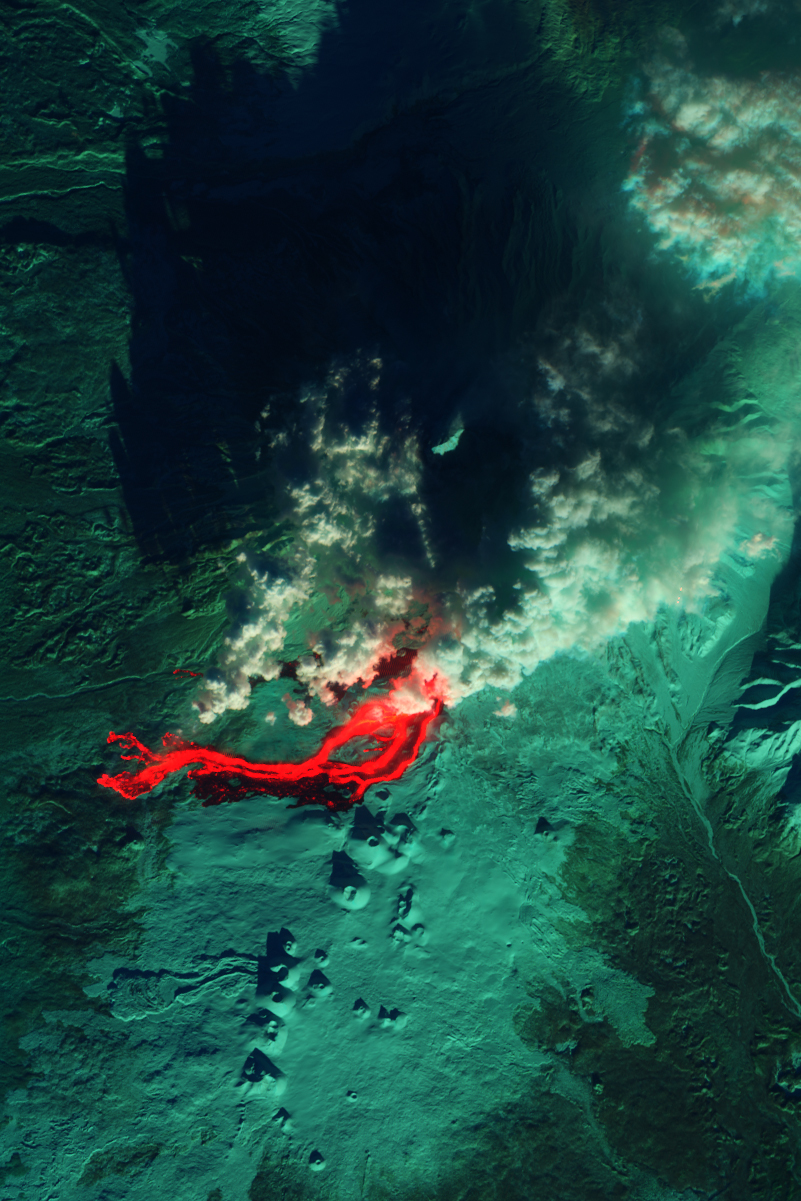
Изображение извержения, составленное из снимков в естественных цветах и инфракрасном диапазоне, сделанных космическим аппаратом NASA Earth Observing-1 (EO-1) 1 декабря 2012 года.

### Начальный этап
Неблагоприятные погодные условия первоначально не позволяли подтвердить информацию о начале извержения, но вечером 27 ноября сотрудникам сейсмостанции «Козырёвск» удалось наблюдать свечение и выбросы пепла. В последующие дни извержение было скрыто низкой облачностью, шёл небольшой пеплопад в ближайших населённых пунктах — посёлках Козыревск, Майское, по сообщениям очевидцев, в окрестностях вулкана слышался сильный гул, вибрировали оконные стёкла, электрические провода, вода в водоемах. 29 ноября извержению был присвоен красный (наивысший) код авиационной опасности, а днём того же дня удалось совершить облёт вулкана. Во время облёта было выяснено, что на южном склоне вулкана Плоский Толбачик сформировалась радиальная трещина протяжённостью около 6 км, ориентированная на юго-юго-запад, которая тянулась от высоты около 2100 до 1500 метров над уровнем моря. Вдоль расщелины наблюдалось парение, но извержение к тому времени сосредоточилось в двух эруптивных центрах, расположенных в 3,5 км друг от друга, на абсолютных отметках 2000 и 1600 метров над уровнем моря. 30 ноября после анализа полученных во время облёта данных код был понижен до оранжевого.
Из Верхнего эруптивного центра (прорыв Игоря Меняйлова) изливался лавовый поток в западном направлении, распространившись по долине ручья Водопадный на 9,5 км, затопив полевую станцию вулканологов «Водопадная» и перекрыв дорогу, ведущую от Козыревска к Толбачинскому Долу. 30 ноября поток продолжал движение, но уже заметно медленнее. Верхний эруптивный центр прекратил свою деятельность 1 декабря 2012 года. По краям трещины образовались лишь небольшие валы. Площадь потока составила 7,4 км2. Наблюдались выбросы большого количества пепла.
Ниже по склону несколько позже сформировался нижний эруптивный центр (прорыв Софьи Набоко), который представлял собой расщелину длиной более 700 метров, рассекающую старый шлаковый конус Красный. Основная активность наблюдалась в нижней части трещины, на южном склоне конуса Красный: на участке длиной 500 метров сплошной стеной непрерывно фонтанировала лава на высоту до 100 метров. Из нижнего эруптивного центра шло излияние крупного и подвижного лавового потока, который протянулся вдоль трещины на 3 км вниз и распространился на запад, образовав обширное лавовое поле. Лавовые потоки имели небольшую мощность: от 2-3 метров в средней части потока до 7-12 метров во фронтальной их части. Южным потоком была уничтожена полевая станция ИВиС ДВО РАН «Ленинградская» и здание базы природного парка «Вулканы Камчатки». Наблюдалась мощная парогазовая активность с подъёмом шлейфа на высоту до 4 км.
За первые 2 дня общая площадь лавовых потоков составила 14,4 км2, что при средней мощности около 5 метров даёт значение расхода лавы в 400м3/сек. На фронте лавовых потоков происходило постоянное возгорание леса.
8 декабря продвижение лавовых потоков Нижнего эруптивного центра прекратилось на расстоянии 17-20 км от источника, а за счёт новых порций лавы наращивается высота и объём потока. В шлаковом конусе наблюдалось фонтанирование лавы на высоту до 300 метров, а парогазовая колонна достигала в высоту 3,5 км над уровнем моря. 12 декабря была отмечена миграция эруптивных центров от старого шлакового конуса Красный вверх по трещине, где сформировалось 2 новых шлаковых конуса, из оснований которых идёт излияние лавового потока. Временами извержение на Южном эруптивном центре сопровождалось мощными вспышками эксплозивной активности. К 27 декабря поступили сообщения о произошедшем разрушении восточной части активного шлакового конуса. В результате внутри кратера этого шлакового конуса появилось лавовое озеро, в котором постоянно происходят выбросы раскалённого материала на высоту около 100 метров.

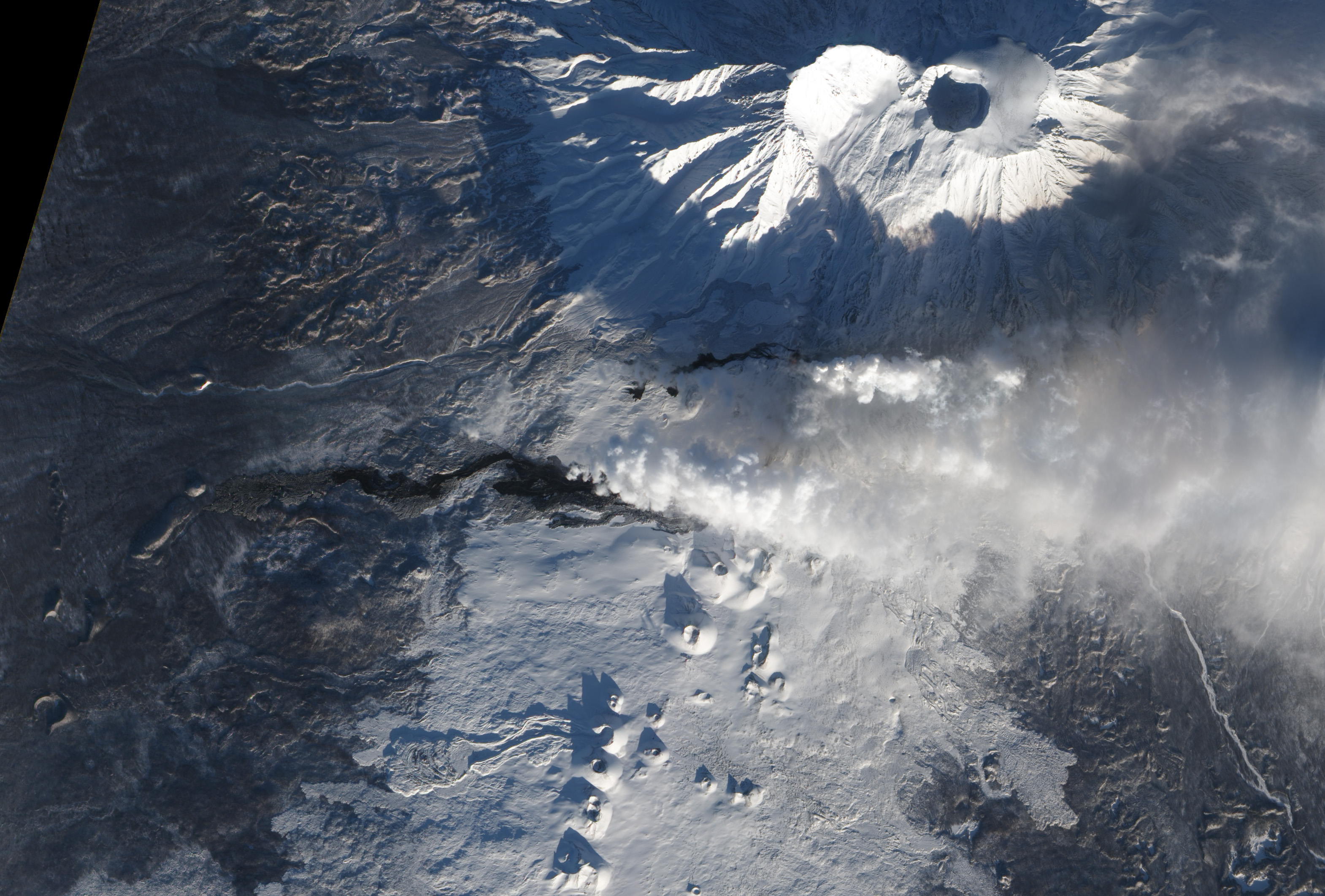
Снимок извержения, сделанный космическим аппаратом NASA Earth Observing-1 (EO-1) 22 декабря 2012 года.

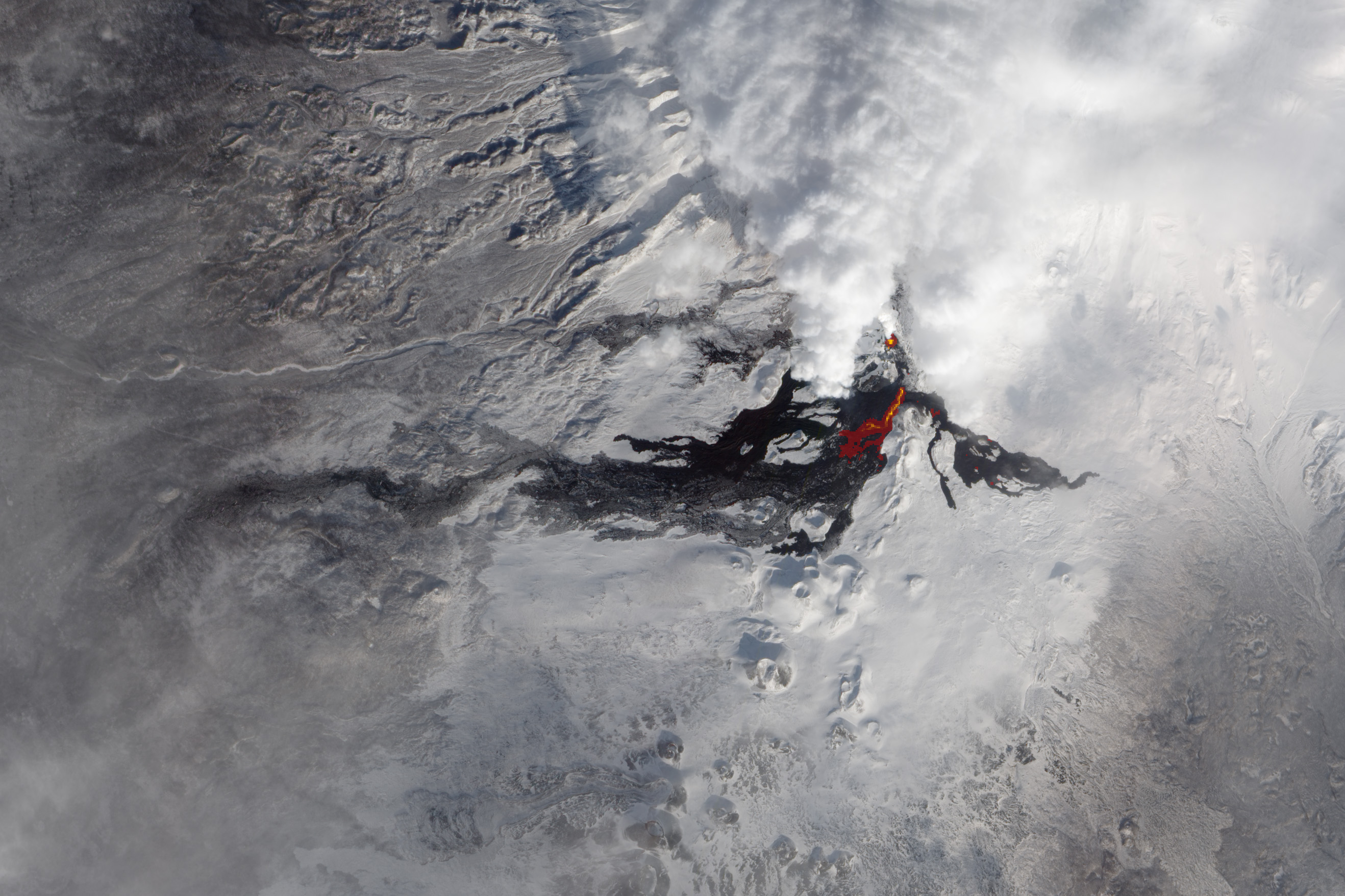
Снимок извержения, сделанный космическим аппаратом NASA Earth Observing-1 (EO-1) 14 января 2013 года.

## Последствия

Толбачинский дол в 2015 году

Наиболее мощные пепловые выбросы происходили в первые дни извержения, во время прохождения циклона с обильными осадками. Позднее выбросы пепла были более слабыми, для местного населения опасности не представляли ввиду их умеренности и преимущественного направления ветра, отводившего шлейф пепла в сторону от населённых пунктов, код опасности для авиации оставался стабильно на оранжевом уровне. Тонкодисперсный пепел покрыл окрестности вулкана на многие км вокруг, временами выпадая в ближайших поселках.
В районе извержения воздух насыщен сернистым газом и взвесью мельчайшего вулканического пепла, но концентрация вредных веществ превышает предельно допустимые концентрации только вблизи эруптивных центров и лавовых потоков, где отмечается сильная загазованность, и находиться там без средств индивидуальной защиты опасно для здоровья.
В результате излияния лавовых потоков и стромболианской активности заметно изменился ландшафт Толбачинского дола — появились целые поля, представляющие собой нагромождения лавы высотой до 15 метров, продолжающие наращиваться за счёт новых прорывов. В то же время в ближайших реках отмечено снижение pH до 5 — вода стала кислой.
В начале июля было отмечено движение лавового потока в сторону лесного массива у сопки Кругленькая. В связи с угрозой лесного пожара краевое агентство лесного хозяйства ведёт регулярный мониторинг ситуации.

## Научные наблюдения
С самого начала извержения всё время исследуется сейсмичность территории, оцениваются параметры землетрясений. Визуальные наблюдения начались 29 ноября с облёта извержения на вертолёте. Тогда были выяснены детали локализации эруптивных центров извержения. Далее продолжался систематический облёт извержения раз в несколько дней, с высадками вблизи лавовых потоков и эруптивных центровдля инструментальных наблюдений и отбора проб — 5, 8 декабря. 13 декабря во время нового облёта был окончательно выяснен текущий объём изверженного материала и площади извержения.
27 декабря была организована экспедиция, выброшенная вертолётом в районе базы ИВиС ДВО РАН «Толуд», расположенной между вулканами Плоский Толбачик и Большая Удина. Группа работала 20 дней
В начале января 2013 г. в южной части Ключевской группы вулканов была развернута временная сеть из семи автономных сейсмических станций. Расстановка ориентирована на усиление региональной системы сейсмологических наблюдений в районе нового трещинного Толбачинского извержения 2012—2013 гг. и Ключевской группы вулканов в целом.

## Туризм
Извержение происходило в незаселённой местности, в 50 км от трассы Мильково-Ключи. Ближайшие населённые пункты — посёлок Козыревск и село Лазо. Извержение происходило у подножия вулкана Плоский Толбачик, непосредственно к нему вели ранее грунтовые автодороги. Благодаря этим условиям, возможность увидеть вблизи извержение вызвала большой интерес у большого количества туристов и экстремалов, которые устремились в район извержения из соседних посёлков, Петропавловска-Камчатского и даже из других регионов. Туристы фотографировались в нескольких метрах от конца остывающего лавового потока, многие забирались наверх, на горячую поверхность потока, либо готовили еду на раскалённых камнях. В связи со сложившимися обстоятельствами спасатели приняли решение установить предупреждающие аншлаги и дежурить вблизи фронта лавового потока, перекрывшего дорогу от посёлка Козыревск к вулкану, для обеспечения безопасности туристов.
В начале июня 2013 года команда представителей телекомпании «Россия-2» прилетела снимать документальный фильм об извержении для телепрограммы «Моя планета»

### Научная
- Толбачинское трещинное извержение 2012–2013 гг. (ТТИ-50) / Отв. ред. Е. И. Гордеев, Н. Л. Добрецов. — Новосибирск: Изд-во СО РАН, 2017. — 421 с. — ISBN 978-5-7692-1551-1.
- E.I. Gordeev, Ya.D. Muravyov, S.B. Samoylenko, A.O. Volynets, D.V. Melnikov, V.N. Dvigalo and I.V. Melekestsev. First Results from the 2012-2013 Tolbachik Fissure Eruption (англ.) // Bulletin of the Volcanological Society of Japan. — 2013. — No. 2. — ISSN 0453-4360.
- Салтыков В.А., Кугаенко Ю.А., Воропаев П.В. Об аномалии сейсмического режима, предварявшей Новое (2012 г.) трещинное толбачинское извержение на камчатке // Вестник Камчатской региональной организации "Учебно-научный центр". Серия: Науки о Земле. — 2012. — № 2. — С. 16-19. — ISSN 1816-5524.
- Самойленко С.Б., Мельников Д.В., Магуськин М.А., Овсянников А.А. Начало нового трещинного Толбачинского извержения в 2012 году // Вестник Камчатской региональной организации "Учебно-научный центр". Серия: Науки о Земле. — 2012. — № 2. — С. 20-22. — ISSN 1816-5524.
- Волынец А.О., Мельников Д.В., Якушев А.И. Первые данные о составе продуктов трещинного Толбачинского извержения им. 50-летия ИВиС (Камчатка) // Доклады Академии наук. — 2013. — Т. 452, № 3. — С. 303-307. — ISSN 1064-5624.
- Гирина О.А. Трещинное Толбачинское извержение имени 50-летия ИВиС ДВО РАН в 2012-2013 гг. // Всеобщее богатство человеческих познаний. Материалы XXX Крашенинниковских чтений.. — Петропавловск-Камчатский: Камчатская краевая научная библиотека им. С.П. Крашенинникова., 2013. — Вып. 21, № 1. — С. 84-87. — ISSN 1816-5524.
- О продолжении трещинного Толбачинского извержения в феврале-марте 2013 г. // Вестник КРАУНЦ. Серия: Науки о Земле. — 2013. — Вып. 21, № 1. — С. 7-8. — ISSN 1816-5524.
- Гирина О.А., Мельников Д.В., Маневич А.Г., Нуждаев А.А. Спутниковый мониторинг Трещинного Толбачинского извержения им. 50-летия ИВиС ДВО РАН В 2012-2013 гг. // Вулканизм и связанные с ним процессы. Тезисы докладов традиционной региональной научной конференции, посвящённой Дню вулканолога, 28-29 марта 2013 г.. — Петропавловск-Камчатский: ИВиС ДВО РАН, 2013. — С. 16.
- Гордеев Е.И., Муравьёв Я.Д., Самойленко С.Б., Волынец А.О., Мельников Д.В., Двигало В.Н. Трещинное Толбачинское извержение в 2012-2013 гг.: первые результаты // Доклады Академии наук. — М.: Наука, 2013. — Т. 452, № 5. — С. 562-566. — ISSN 0869-5652. — doi:10.7868/S0869565213300208.

### Научно-популярная
- Васильева М. Огненные реки толбачика // National Geographic Россия. — 2013. Архивировано 2 июня 2013 года.
- Максимова Е. Толбачик проснулся // GEO Россия. Архивировано 4 октября 2013 года.
- Ермаков В.А., Гонтовая Л.И., Сенюков С.Л. Тектонические условия и магматические источники Нового Толбачинского трещинного извержения (п-в Камчатка) // Геофизические процессы и биосфера. — 2014. — Т. 13, № 1. — С. 5-33.
- Округин В.М. Вулканическая фантазия - месяц третий // Горный вестник Камчатки. — 2013. — Вып. 1 (23). — С. 79-92. Архивировано 4 октября 2013 года.